# Jerome Steever
Jerome E. Steever, född 7 januari 1880 i Milwaukee, Wisconsin, död 5 januari 1957 i San Diego, Kalifornien, var en amerikansk vattenpolospelare som tävlade för Chicago Athletic Association. Han hörde till laget som tog OS-silver i St. Louis. Alla tre lag som deltog i OS-turneringen 1904 kom från USA.
USA:s herrlandslag i vattenpolo fick automatiskt alla medaljerna i vattenpoloturneringen i St. Louis i och med att inget av de tre amerikanska lagen diskvalificerades.